# Wolgograd
Wolgograd (russisch Волгоград  ⓘ), bis 1925 Zarizyn (russisch Царицын  ⓘ), von 1925 bis 1961 Stalingrad (russisch Сталинград  ⓘ), ist eine russische Millionenstadt an der Wolga mit 1.018.898 Einwohnern (Stand 2024). Sie ist die Hauptstadt der gleichnamigen Oblast und das wirtschaftliche und kulturelle Zentrum der unteren Wolgaregion. Die für ihre langgestreckte Form bekannte Stadt entlang der letzten großen Flussbiegung der Wolga vor ihrer Mündung ins Kaspische Meer erstreckt sich über eine Fläche von 859,4 Quadratkilometern. Wolgograd ist die 16.-größte Stadt Russlands, die drittgrößte Stadt im Südlichen Föderationskreis und die viertgrößte Stadt an der Wolga.
Wolgograd wurde 1589 als Festung von Zarizyn gegründet. Bis zum 19. Jahrhundert hatte sich Zarizyn zu einem wichtigen Flusshafen und Handelszentrum entwickelt, was zu einem raschen Bevölkerungswachstum führte. Im November 1917, zu Beginn des russischen Bürgerkriegs, geriet Zarizyn unter bolschewistische Kontrolle. Mitte 1919 fiel die Stadt kurzzeitig an die Weiße Armee, kehrte aber im Januar 1920 wieder unter bolschewistische Kontrolle zurück. Im Jahr 1925 wurde die Stadt zu Ehren von Josef Stalin, der an der Verteidigung der Stadt gegen die Weiße Armee beteiligt war und anschließend das Land regierte, in Stalingrad umbenannt. Während des Zweiten Weltkriegs griffen die Streitkräfte der Achsenmächte die Stadt an, was zur Schlacht von Stalingrad führte, eine der größten und blutigsten Schlachten in der Geschichte der Kriegsführung, aufgrund derer die Stadt den Titel Heldenstadt erhielt. Im Jahr 1961 benannte die Regierung von Nikita Chruschtschow die Stadt im Rahmen der Entstalinisierung in Wolgograd (= Wolgastadt) um. Der sowjetische Sieg bei Stalingrad wird weithin als Wendepunkt des Zweiten Weltkriegs angesehen, der zur Vernichtung der deutschen Armee im Osten führte.
In Wolgograd steht heute die 85 Meter hohe Mutter-Heimat-Statue, die den Helden der Schlacht von Stalingrad gewidmet ist und die höchste Statue in Europa sowie die zweithöchste Frauenstatue der Welt ist. Die Stadt verfügt darüber hinaus über zahlreiche weitere touristische Attraktionen wie Museen, ein Planetarium, weite Sandstrände und auf der Wolga schwimmende Kirchenschiffe. Wolgograd war außerdem einer der Austragungsorte der FIFA Fußball-Weltmeisterschaft 2018.

## Geographie
Wolgograd liegt knapp 1000 Kilometer südöstlich von Moskau am westlichen, rechten Ufer der Wolga, rund 400 Kilometer nördlich der Mündung des Flusses ins Kaspische Meer. Die Stadt erstreckt sich in einer Breite von bis zu 10 Kilometern über 60 Kilometer am Ufer der Wolga entlang. Jene weite Flussbiegung ist außerdem die Stelle der Wolga, welche die kürzeste Entfernung zum weiter westlich gelegenen Fluss Don hat, weshalb der Wolga-Don Kanal im Süden Wolgograds erbaut wurde und seitdem eine Verbindung zwischen dem Schwarzen und Kaspischen Meer darstellt.
Zum Stadtkreis Wolgograd gehörten neben der Stadt Wolgograd bis 2009 auch die Siedlungen städtischen Typs Gorkowski (16.436 Einwohner), Gumrak (6053), Wodstroi (4483) und Juschny (1914) sowie 18 Dörfer mit zusammen 6286 Einwohnern (Berechnung per 1. Januar 2009). Diese Ortschaften wurden im März 2009 eingemeindet, sodass die Stadt Wolgograd nun die einzige Ortschaft des Stadtkreises ist und ihre Bevölkerungszahl wie schon in den 1990er-Jahren trotz eines fortgesetzten Rückgangstrends wieder leicht die Millionenmarke übersteigt.

## Geschichte

### Zarizyn
Die Gegend um Wolgograd war aufgrund ihrer geographischen Lage an der Landenge zwischen Wolga und Don schon im Altertum eine wichtige Handelsroute. Hier siedelten im 5. Jahrhundert v. Chr. Skythen. Im 8. und 9. Jahrhundert gehörte das Gebiet zum Reich der Chasaren, im 11. und 12. Jahrhundert hielten sich hier verschiedene Stämme und Horden auf, unter anderen die Polowzer oder die Goldene Horde, die etwa 50 km östlich von Wolgograd, am Fluss Achtuba, mit der Stadt Snamensk eines ihrer Zentren errichtete und Wolgograd seit dem Mongolensturm im 13. Jahrhundert beherrschte. Die Anfänge des russischen Wolgograds sind nicht näher beleuchtet. Als offizielles Gründungsdatum gilt aber der 2. Juli 1589, als die Stadt vom Fürsten Grigori Sassekin als Festung gegründet wurde, die Russland vor den Nomaden aus dem Süden schützen sollte. Der erste Name der Stadt war Zarizyn, abgeleitet von dem nahegelegenen Nebenfluss der Wolga.
Die aus Holz gebaute Anlage befand sich zunächst auf einer heute nicht mehr existierenden Wolgainsel gegenüber der Mündung des Flusses Zariza (von tatarisch sari su „gelbes Wasser“). Nach einem Brand wurde sie auf das rechte Wolgaufer verlegt. Das erste steinerne Gebäude entstand 1664. Im 17. und 18. Jahrhundert wurde die wenige hundert Einwohner zählende Stadt mehrfach von aufständischen Kosaken belagert und eingenommen: 1670 unter Stenka Rasin und 1774 unter Jemeljan Pugatschow. Nach der Eroberung der Krim und des Kuban-Gebietes 1783 verlor Zarizyn seine militärstrategische Bedeutung und entwickelte sich allmählich zu einem Handels- und Wirtschaftszentrum. Vor allem der Bau der Eisenbahnlinie nach Kalatsch am Don 1862 und nach Grjasi 1872 führte zu einem wirtschaftlichen Aufschwung und machten Zarizyn zu einem Knotenpunkt der Ölversorgung und der Verkehrsverbindungen vom Kaspischen Meer zum Schwarzen Meer und vom Kaukasus nach Zentralrussland. In der Folge siedelte sich hier auch Großindustrie an, darunter metall- und holzverarbeitende Betriebe, Erdölraffinerien für das Rohöl aus Baku, mehrere Mühlen und Gerbereien.

### Umbenennung zu Ehren Stalins
Im Russischen Bürgerkrieg von 1917 bis 1920 gab es hier im Rahmen der Schlacht um Zarizyn schwere Kämpfe, denn die Stadt befand sich an der Kreuzung der Transportwege für Lebensmittel vom Süden des Landes nach Moskau und Petrograd. Am 10. April 1925 wurde sie zu Ehren Josef Stalins, der hier im Bürgerkrieg als Armeekommissar tätig gewesen war, in Stalingrad („Stalinstadt“) umbenannt. Im Zuge der Industrialisierung der Sowjetunion wurde im Jahre 1926 14 km von der Stadtmitte entfernt das Wolgogradski Traktorny Sawod errichtet.

### Zweiter Weltkrieg
Während des Deutsch-Sowjetischen Krieges war Stalingrad eines der Ziele der Offensive „Fall Blau“ und wurde in der Schlacht von Stalingrad von über 230.000 Soldaten der deutschen 6. Armee im Spätsommer 1942 an drei Seiten eingekesselt. Die Kämpfe begannen am 23. August 1942 mit einer tagelangen flächendeckenden Bombardierung unter Führung von Generaloberst Richthofen. Dabei kamen schätzungsweise 40 000 Menschen um, eine bis dahin unerhörte Zahl ziviler Opfer. Im September erreichten die Kämpfe die Innenstadt, wobei mehrere zentrale Punkte (darunter der Hauptbahnhof und der Mamajew-Hügel) mehrmals den Besitz wechselten. Die verteidigenden Truppen der Roten Armee konnten nur durch Schiffe ihren Nachschub vom unbesetzten Ostufer der Wolga erhalten. Taktisches Ziel der Wehrmacht war es, durch die Einnahme der Stadt den Schiffsverkehr auf der Wolga, über die u. a. Hilfslieferungen der Alliierten vom Persischen Korridor und das Kaspische Meer nach Nord- und Zentralrussland transportiert wurden, zu unterbinden.

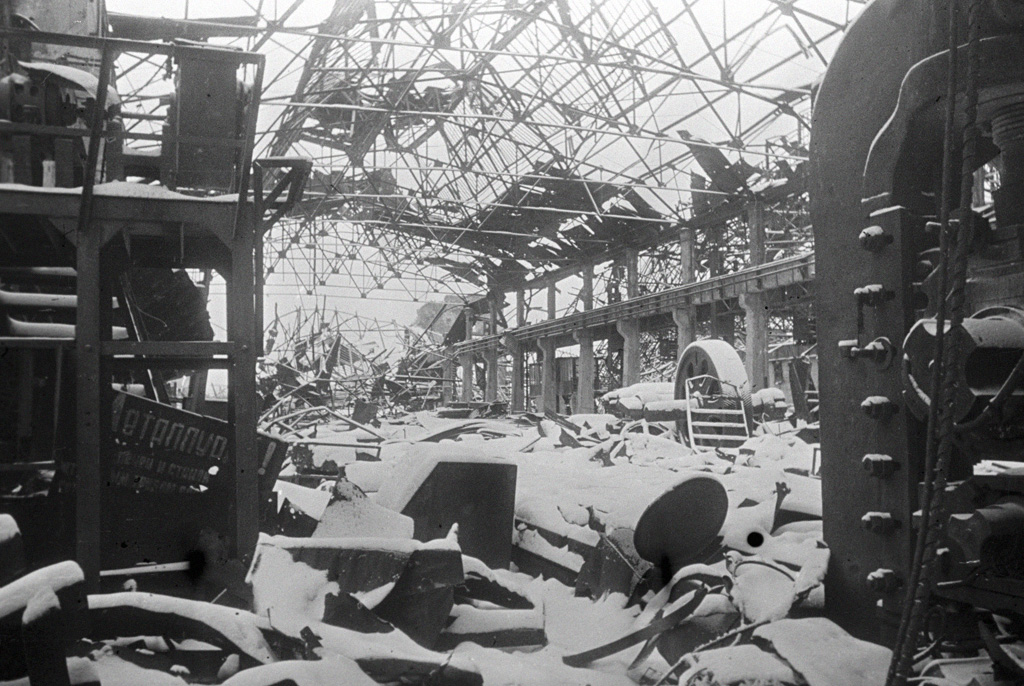
Ruine einer Werkhalle des Stahlwerks „Roter Oktober“, Januar 1943

Anfang November hatte die Wehrmacht 90 Prozent des Stadtgebiets erobert. Doch gelang die vollständige Eroberung der Stadt aufgrund des fortgesetzten Widerstands der Roten Armee nicht, obgleich Hitler in seiner Rede am 8. November 1942 die Schlacht als weitgehend gewonnen darstellte. Stattdessen wurden die deutschen Truppen und ihre Verbündeten (vor allem Rumänen und Kroaten) am 19. November 1942 durch die sowjetische Gegenoffensive „Operation Uranus“ eingekesselt. Ein deutscher Entsatzversuch mit dem „Unternehmen Wintergewitter“ scheiterte. Am 31. Januar 1943 (Südkessel unter Gen. Paulus), bzw. 2. Februar 1943 (Nordkessel unter General Karl Strecker) stellten die Reste der Sechsten Armee unter Generalfeldmarschall Friedrich Paulus die Kampfhandlungen ein. Um die 108.000 deutsche und verbündete Soldaten gingen in Gefangenschaft. Während der Kämpfe wurde die Stadt nahezu vollständig zerstört. Mit dem Wiederaufbau wurde unmittelbar nach der Befreiung im Februar 1943 begonnen. Im selben Jahr wurde auch die Städtepartnerschaft mit dem englischen Coventry geschlossen. 1945 wurde der Stadt der offizielle Titel Heldenstadt durch die Führung der Sowjetunion verliehen.
In der Stadt befanden sich die drei sowjetischen Kriegsgefangenenlager 108, 361 und 362 für Kriegsgefangene des Zweiten Weltkriegs, dazu das Kriegsgefangenenhospital 5771. Das Lager 362 bestand bis 1954.
Im August 2023 wurden die Handlungen der Deutschen in den Jahren von 1942 bis 1943 auf dem Gebiet des Stalingrader Oblast vom Wolgograder Landgericht zum Völkermord erklärt.

### Umbenennung in Wolgograd
Im Rahmen der Entstalinisierung wurde am 7. November 1961 der Name der Stadt in Wolgograd geändert. Seitdem kam immer wieder der Vorschlag auf, die Stadt wieder in Stalingrad umzubenennen oder diesen Namen zumindest zeitweilig oder alternativ zu verwenden. So beschloss die Stadtduma im Jahr 2013, die Bezeichnung „Heldenstadt Stalingrad“ anlässlich der Feiern zum 70. Jahrestag der Kapitulation der deutschen Truppen und an weiteren Gedenktagen zu verwenden. Im Jahr 2015 forderte eine von 50.000 Personen unterschriebene Petition von Präsident Putin die Wiedereinführung des alten Namens, was dieser nicht ausschloss und wozu er eine Abstimmung empfahl. Für Gedenkveranstaltungen trug die Stadt seit zirka 2017 wieder temporär den Namen Stalingrad. Die Errichtung einer Stalinstatue wurde in Wolgograd abgelehnt und erfolgte 2023 stattdessen in Welikije Luki. Ein neuer russischer Eisbrecher erhält den Namen Stalingrad.

### Anschläge 2013
Gegen Ende des Jahres 2013 kam es in Wolgograd zu einer Reihe von Anschlägen, die von nordkaukasischen Terroristen verübt wurden, die ihre Heimatregion von Russland loslösen und dort ein muslimisches Emirat errichten wollen. Im Oktober sprengte eine Selbstmordattentäterin einen Bus und tötete dabei sechs Passagiere. Am 29. Dezember zündete ein Attentäter im Hauptbahnhof einen Sprengstoffgürtel und riss 17 Menschen in den Tod. Am Tag darauf tötete ein weiterer Selbstmordattentäter in einem Bus mindestens 16 Menschen.

## Klima
|                       | Jan   | Feb   | Mär  | Apr  | Mai  | Jun  | Jul  | Aug  | Sep  | Okt  | Nov  | Dez  |   |      |
| Mittl. Tagesmax. (°C) | −4,5  | −4,3  | 2,6  | 15,4 | 22,7 | 26,9 | 29,3 | 27,9 | 21,6 | 12,2 | 4,0  | −1,9 | ⌀ | 12,7 |
| Mittl. Tagesmin. (°C) | −10,7 | −10,7 | −4,5 | 5,1  | 12,0 | 16,1 | 18,4 | 17,1 | 11,6 | 4,0  | −1,3 | −7,0 | ⌀ | 4,2  |
|                       |       |       |      |      |      |      |      |      |      |      |      |      |   |      |
| Niederschlag (mm)     | 37    | 29    | 26   | 25   | 37   | 37   | 36   | 37   | 26   | 24   | 43   | 46   | Σ | 403  |
|                       |       |       |      |      |      |      |      |      |      |      |      |      |   |      |
| Regentage (d)         | 8     | 6     | 6    | 5    | 6    | 6    | 5    | 4    | 4    | 5    | 8    | 10   | Σ | 73   |

| −10,7 |

| −10,7 |

| −4,5 |

| 5,1 |

| 12,0 |

| 16,1 |

| 18,4 |

| 17,1 |

| 11,6 |

| 4,0 |

| −1,3 |

| −7,0 |

| −10,7 |

| −10,7 |

| −4,5 |

| 5,1 |

| 12,0 |

| 16,1 |

| 18,4 |

| 17,1 |

| 11,6 |

| 4,0 |

| −1,3 |

| −7,0 |

## Bevölkerungsentwicklung
| Jahr | Einwohner |
| ---- | --------- |
| 1897 | 55.186    |
| 1926 | 147.900   |
| 1939 | 445.312   |
| 1959 | 593.844   |
| 1970 | 817.647   |
| 1979 | 928.692   |
| 1989 | 998.894   |
| 2002 | 1.011.417 |
| 2010 | 1.021.215 |

Anmerkung: Volkszählungsdaten (1926 gerundet)

## Kultur und Sehenswürdigkeiten

Monumentalstatue Mutter Heimat ruft in Wolgograd

Die Stadt ist von der typischen Architektur des Spätstalinismus der 1950er und 1960er Jahre der Sowjetunion geprägt. Zu den Hauptsehenswürdigkeiten der Stadt zählt die Gedenkstätte der Schlacht von Stalingrad auf dem Mamajew-Hügel. Dort steht auch die Mutter-Heimat-Statue, die ein 33 Meter langes Schwert trägt und 7900 Tonnen wiegt (inkl. Fundament). Das Schwert der Statue wiegt allein 14 Tonnen. Sie ist mit 85 Metern (gemessen von der Fußsohle bis zur Schwertspitze) eine der höchsten Statuen der Welt.
Unmittelbar vor dem Hauptbahnhof wurde 2013 eine Rekonstruktion des Barmalei-Brunnens eingeweiht. Der ursprüngliche Brunnen war durch eine Fotografie von Emmanuil Jewserichin, die ihn vor den brennenden Ruinen der Stadt am 23. August 1942 zeigt, zu weltweiter Berühmtheit gelangt.
Im südlichsten Stadtteil von Wolgograd (in Krasnoarmeisk) liegt die ehemalige deutsche Siedlung Alt Sarepta, die 1765 von der Herrnhuter Brüdergemeine gegründet wurde. Nicht weit davon entfernt, direkt an der Einmündung des Wolga-Don-Kanales in die Wolga, steht die größte Lenin-Statue Russlands.
Ab 2014 lief die aktive Vorbereitung der Stadt auf die Spiele der Fußball-WM. Insbesondere wurde am Fuße des Kurgan „Mamajew“ das Internationale Stadion „Wolgograd-Arena“ gebaut.
Darüber hinaus wurden in der Stadt für die WM drei Trainingsplätze nach Empfehlungen der Akademie für Körperkultur und Sport, der Sportkomplex „Olympia“, das Stadion „Zenit“ und drei neue Hotels gebaut. Das klinische Krankenhaus des Rettungsdienstes der Nummer 25 wurde saniert. Auf dem Territorium wurden ein Hubschrauberlandeplatz, eine Straße (mit der Gesamtlänge von 280 km), Versorgungsleitungen und eine Reihe von Objekten des Flughafens errichtet.

## Sport

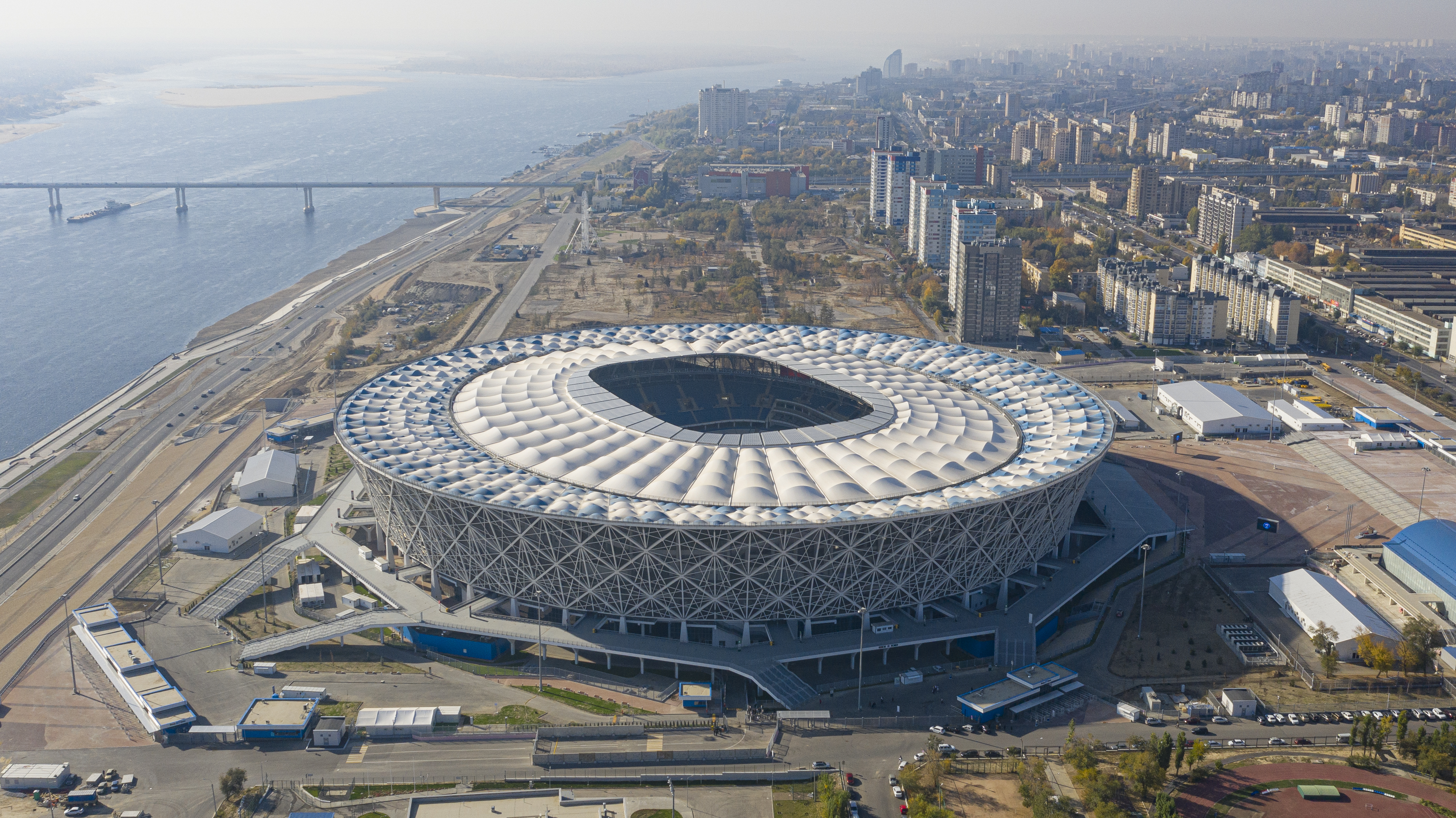
Wolgograd-Arena (2018)

Einer der bekanntesten Sportvereine der Stadt ist der Fußballklub FK Rotor Wolgograd, der in der zweiten Liga spielt. Daneben ist in der Stadt die Damenhandballmannschaft GK Dynamo Wolgograd beheimatet, die zu den erfolgreichsten Teams in Russland gehört. Die Handballmannschaft der Herren des GK Kaustik Wolgograd nimmt am Spielbetrieb der Super League teil.
Wolgograd war einer der Austragungsorte der Fußball-Weltmeisterschaft 2018. Hierzu wurde am Fuße der Gedenkstätte auf dem Mamajew-Hügel und am Ufer des Flusses die neue Wolgograd-Arena gebaut, die ca. 45.000 Menschen Platz bietet.

## Wirtschaft und Infrastruktur
Nach dem Untergang der Sowjetunion war auch Wolgograd zu Beginn der 1990er Jahre stark von der allgemeinen Wirtschaftskrise betroffen. Inzwischen hat wieder eine Erholung eingesetzt. Das moderne Wolgograd ist heute nach wie vor ein wichtiges industrielles Zentrum Russlands. Wichtige Industriezweige sind Schiffbau, Schwarz- und Buntmetallverarbeitung, Erdölverarbeitung, Stahl- und Aluminiumproduktion, Anlagen- und Maschinenbau, sowie Holz-, Nahrungsmittel- und chemische Industriebetriebe. Des Weiteren befindet sich nördlich der Stadt ein großes Laufwasserkraftwerk, das Wasserkraftwerk Wolgograd. Mit dem Wolgogradski Traktorny Sawod befand sich fast 90 Jahre lang ein wichtiger Traktorenhersteller und Rüstungsbetrieb in der Stadt.
Es war geplant, in Wolgograd ein Kernkraftwerk mit Fernwärmeproduktion zu bauen. Die Pläne für zwei Blöcke wurden jedoch gestoppt.

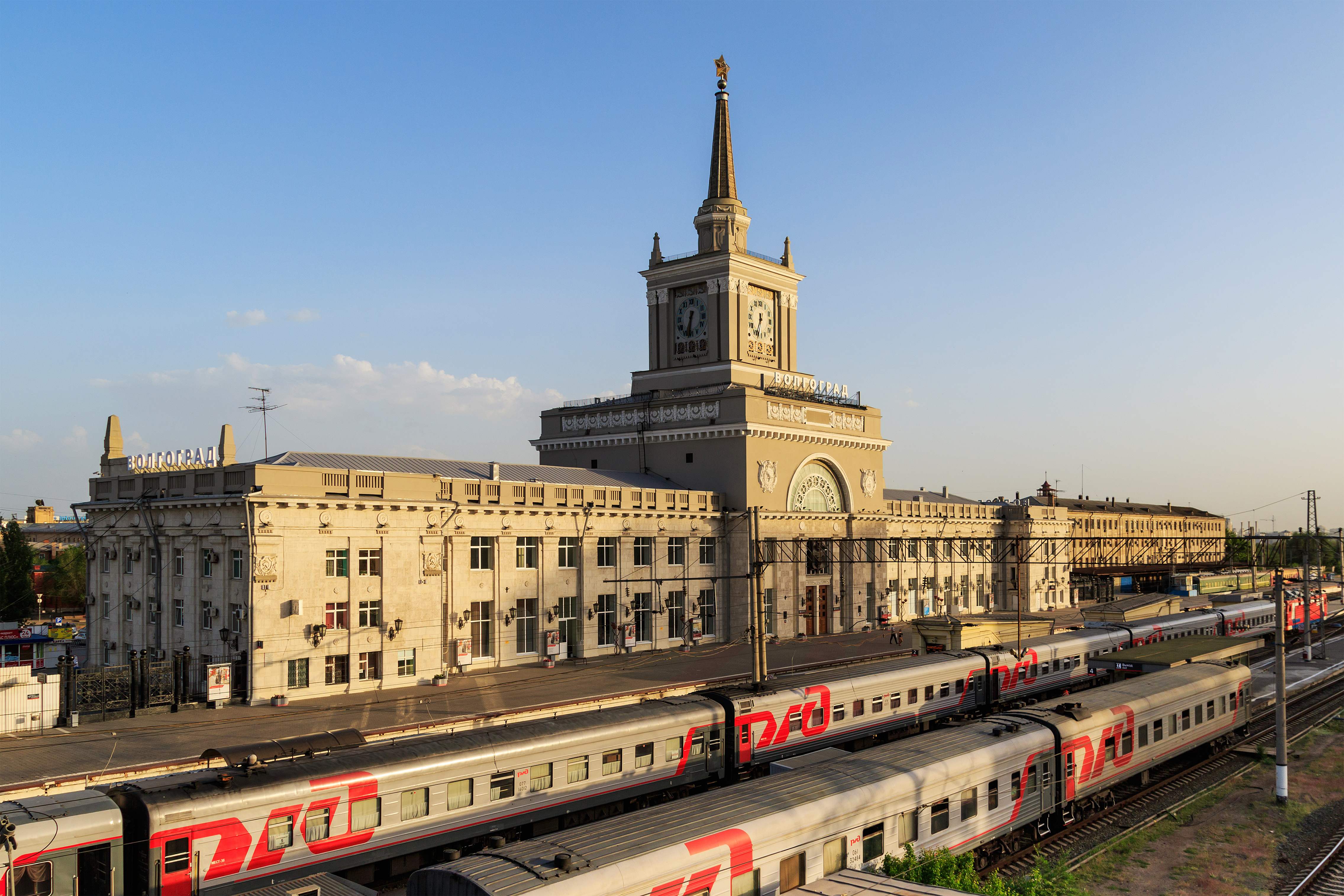
Der Hauptbahnhof von Wolgograd

### Verkehr

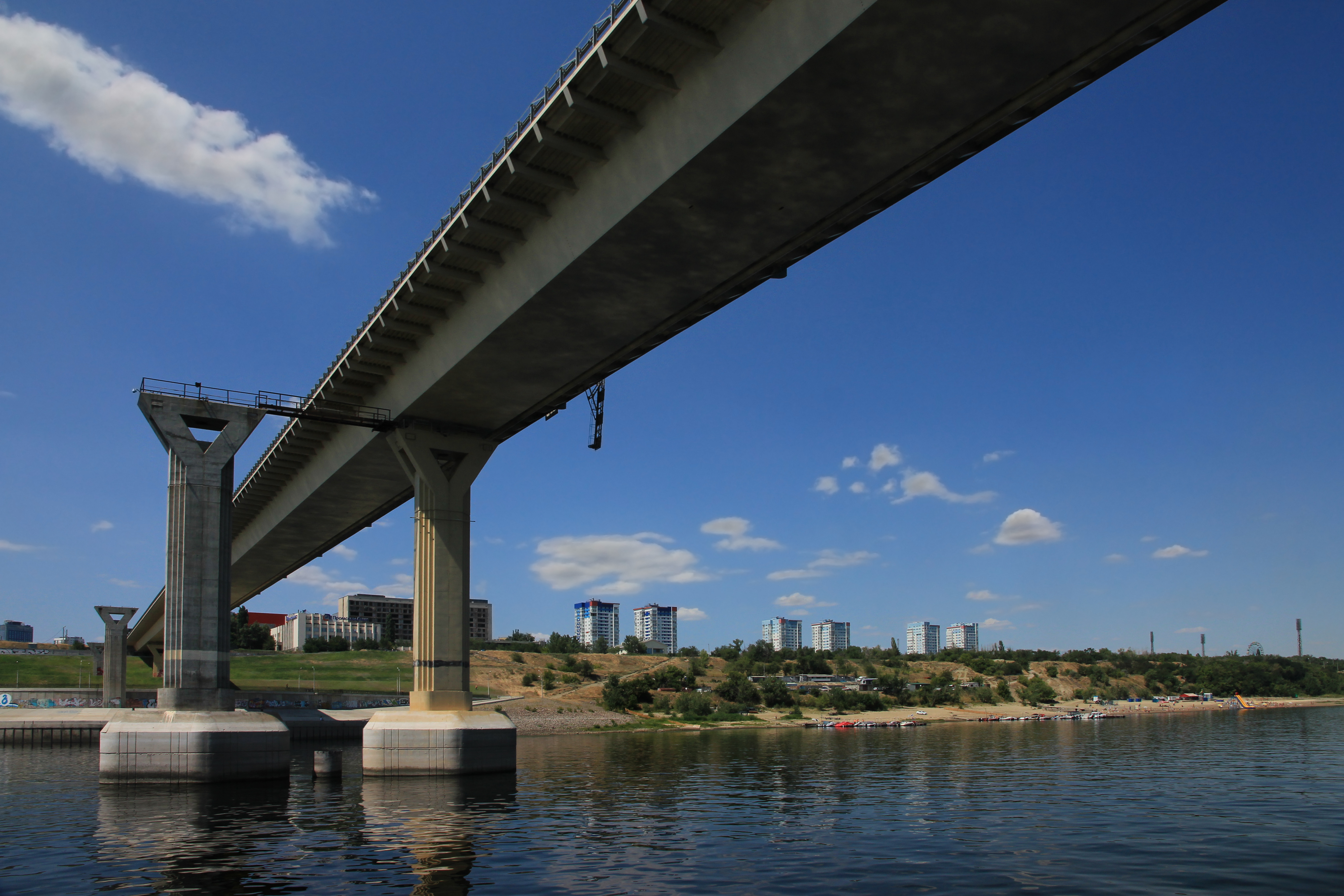
Erster Bauabschnitt der Wolgabrücke bei Wolgograd

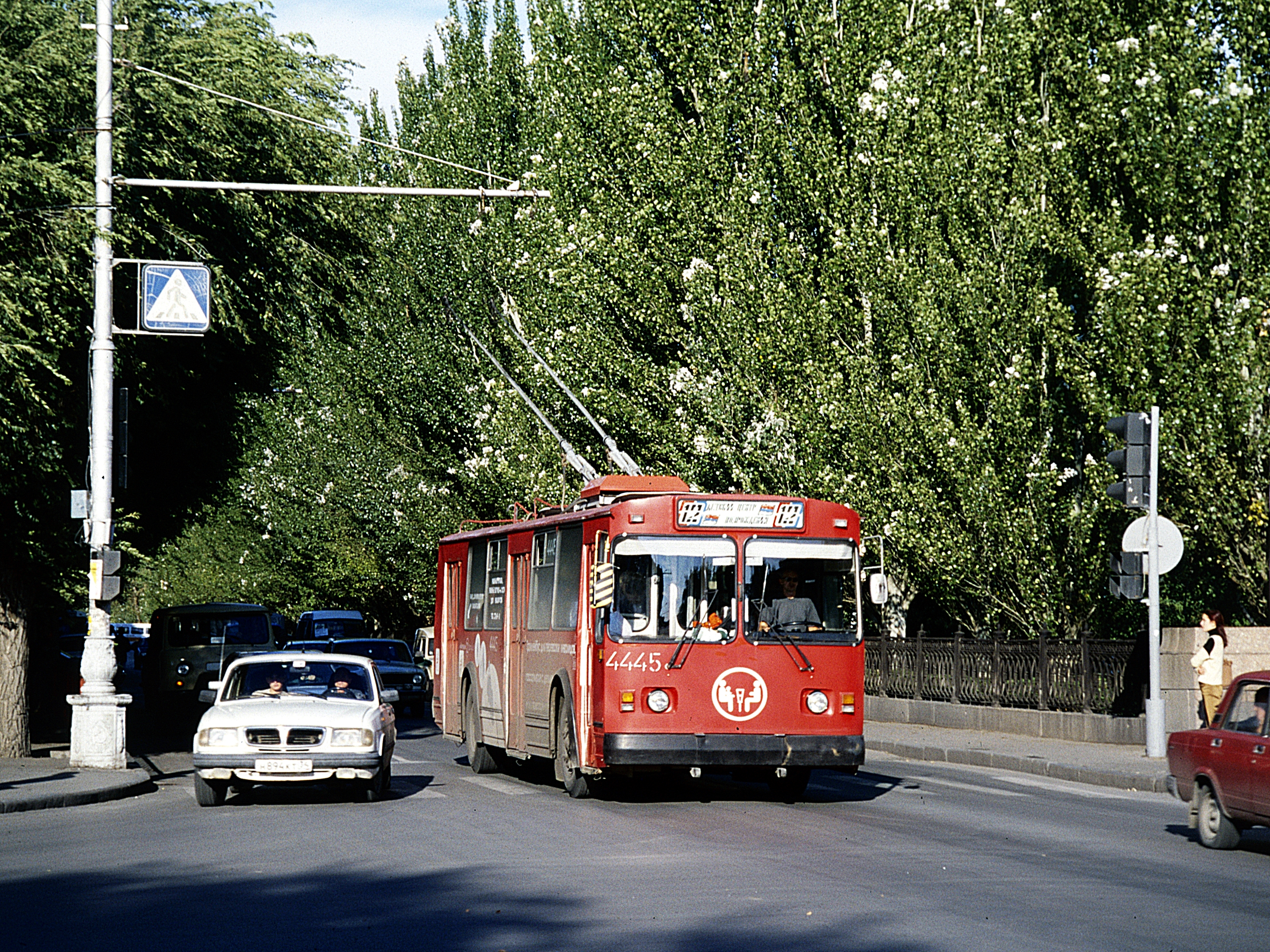
O-Bus-Betrieb in Wolgograd

Wolgograd unterhält ein großes Straßenbahnnetz und seit 1984 eine Stadtbahn (russ. Skorostnoi Tramwai) mit 13,5 km Streckenlänge, davon 3,3 km im Tunnel. Daneben verbindet die sogenannte Wolga-Brücke, die mit 7,1 km längste als Balkenbrücke ausgeführte Straßenbrücke Europas, das Stadtgebiet von Wolgograd am westlichen Wolgaufer mit der Stadt Krasnoslobodsk am östlichen Ufer. Die Brücke wurde im Oktober 2009 nach 13-jähriger Bauzeit eröffnet. Weltweite Bekanntheit erlangte die umgerechnet 330 Millionen Euro teure Brücke am 20. Mai 2010, als starke Windböen für Balkenbrücken einzigartige Resonanzschwingungen im Bauwerk auslösten, wie man sie sonst nur bei Hängebrücken wie der ehemaligen Tacoma-Narrows-Brücke oder der Millennium Bridge in London beobachten konnte. Dies äußerte sich unter anderem darin, dass ein etwa einen Kilometer langes Teilstück aus Stahlbeton bis zu ein Meter hohe Wellen in Längsrichtung schlug. Die Brücke wurde daraufhin für den Verkehr und Fußgänger gesperrt, aber fünf Tage später, nach einer Untersuchung durch russische Experten, die keine Schäden feststellten, wieder für Fußgänger und PKWs eröffnet.

### Fernstraßen
Wolgograd ist mit dem Umland der russischen Hauptstadt Moskau über die Fernstraße R22 Kaspi verbunden. Gleichzeitig ist die Stadt Ausgangspunkt der Abzweigung A260, die in westlicher Richtung über Oblast Rostow zur ukrainischen Grenze führt. Hier endet die R228, die von Sysran über Saratow hierher führt.

### Schiffsverkehr
In Wolgograd gibt es drei Häfen für Frachtschiffe und ein großes Passagierterminal.

### Flughafen
Der Flughafen Wolgograd war vor dem Zerfall des Ostblocks 1991 ein bedeutender Verkehrsknotenpunkt im Süden der Sowjetunion.
Seitdem hat er stark an Bedeutung verloren. Von über einer Million Passagieren in 9 Monaten im Jahr 2023 flogen weniger als 60.000 von Wolgograd ins Ausland und fast der gesamte Flugverkehr ins Ausland geht zentral über die Moskauer Flughäfen Moskau-Scheremetjewo, Moskau-Domodedowo und Moskau-Wnukowo. 

### Bildung
- Filiale der Internationalen Akademie für Unternehmertum
- Filiale der Internationalen Slawischen G.-R.-Derschawin-Universität (des Instituts)
- Filiale der Staatlichen Handelsuniversität Moskau
- Filiale der Universität für Verbraucherkooperation Moskau
- Filiale der Staatlichen Akademie für Wasserstraßenverkehr des Wolgagebiets
- Filiale des Allrussischen Ferninstituts für Finanzen und Ökonomie
- Hochschule der Untersuchungsbehörden des Innenministeriums
- Institut für Jugendpolitik und Sozialarbeit
- Institut für Kunst und Kultur Wolgograd
- Juristisches Institut Wolgograd
- Modernes Geisteswissenschaftliches Institut
- Orthodoxe Universität des Heiligen Sergius von Radonesch
- Sozialpädagogisches Kolleg
- Städtisches Institut der Künste
- Technologisches Kolleg
- Akademie für den Staatsdienst Wolgograd
- Institut für Ökonomie, Soziologie und Recht Wolgograd
- Juristisches Institut Wolgograd des Innenministeriums Russlands
- Medizinakademie Wolgograd
- Staatliche Universität für Architektur und Bauwesen Wolgograd
- Staatliche Landwirtschaftliche Akademie Wolgograd
- Staatliche Pädagogische Universität Wolgograd
- Staatliche Sportakademie Wolgograd
- Staatliche Technische Universität Wolgograd
- Staatliche Universität Wolgograd
- Städtisches Kunstinstitut Wolgograd
- Planetarium

## Politik

### Bürgermeister
- 1991–2003: Juri Wiktorowitsch Tschechow
- 2003: Alexander Wiktorowitsch Tjurin (kommissarisch)
- 2003–2006: Jewgeni Petrowitsch Ischenko
- 2006–2007: Roland Tamasowitsch Cherianow (kommissarisch)
- 2007–2011: Roman Georgijewitsch Grebennikow
- 2011–2012: Waleri Denissowitsch Wasilkow (kommissarisch)
- 2012–2013: Irina Anatoljewna Solowjowa (kommissarisch)
- 2013–2014: Irina Michailowna Gussewa
- seit 2014: Andrei Wladimirowitsch Kossolapow

Der im Jahr 2007 gewählte Oberbürgermeister Roman Grebennikow, den bei der Wahl die Kreml-Partei Einiges Russland sowie die Kommunistische Partei der Russischen Föderation unterstützte, wurde am 23. Februar 2011 des Amtes enthoben, nachdem er zuvor eine Vertrauensfrage im Stadtparlament verloren hatte. Seitdem war der Oberbürgermeisterposten vakant. Waleri Wasilkow und Irina Solowjowa nahmen die Amtsgeschäfte kommissarisch wahr, bis am 16. September 2013 Irina Gussewa zur Oberbürgermeisterin gewählt wurde.

### Städtepartnerschaften
Wolgograd hat die folgenden Partnerstädte:
| Stadt          | Land                   | seit | Typ                                              |
| -------------- | ---------------------- | ---- | ------------------------------------------------ |
| Chemnitz       | Deutschland            | 1988 | Partnerstadt                                     |
| Chengdu        | Volksrepublik China    | 2011 | Partnerstadt                                     |
| Chennai        | Indien                 | 1967 | Partnerstadt                                     |
| Cleveland      | Vereinigte Staaten     | 1990 | Partnerstadt                                     |
| Coventry       | Vereinigtes Königreich | 1944 | Partnerstadt (März 2022 ausgesetzt)              |
| Dijon          | Frankreich             | 1959 | Partnerstadt                                     |
| Hiroshima      | Japan                  | 1972 | Partnerstadt                                     |
| Izmir          | Türkei                 | 2011 | Partnerstadt                                     |
| Jerewan        | Armenien               | 2015 | Partnerstadt                                     |
| Jilin          | Volksrepublik China    | 1994 | Partnerstadt                                     |
| Kemi           | Finnland               | 1953 | Partnerstadt (spätestens Sept. 2022 eingestellt) |
| Köln           | Deutschland            | 1988 | Partnerstadt                                     |
| Kruševac       | Serbien                | 1999 | Partnerstadt                                     |
| Lüttich        | Belgien                | 1959 | Partnerstadt                                     |
| Olevano Romano | Italien                | 2011 | Partnerstadt                                     |
| Orlando        | Vereinigte Staaten     | 2008 |                                                  |
| Ortona         | Italien                | 2014 | Partnerstadt                                     |
| Ostrava        | Tschechien             | 1948 |                                                  |
| Płońsk         | Polen                  | 2008 | Partnerstadt                                     |
| Port Said      | Ägypten                | 1962 | Partnerstadt                                     |
| Qujing         | Volksrepublik China    | 2020 | Partnerstadt                                     |
| Russe          | Bulgarien              | 2001 | Partnerstadt                                     |
| Sandanski      | Bulgarien              | 2008 |                                                  |
| Tiraspol       | Moldau                 | 2006 | Kooperation                                      |
| Toronto        | Kanada                 | 1991 |                                                  |
| Turin          | Italien                | 1961 | Partnerstadt                                     |

## Söhne und Töchter der Stadt
Zu den Söhnen und Töchtern der Stadt Wolgograd gehören u. a. der Politiker und Vorsitzende des sowjetischen Geheimdienstes KGB Wladimir Krjutschkow (1924–2007), der Testpilot und General der Luftstreitkräfte Alexander Fedotow (1932–1984), der ehemalige Fußballspieler und frühere Trainer der russischen Fußballnationalmannschaft Leonid Sluzki (* 1971), der Gewichtheber und Olympiasieger Alexei Petrow (* 1974), die Leichtathletin und Olympiasiegerin Jelena Issinbajewa (* 1982), die Hochspringerin und Olympiasiegerin Jelena Slessarenko (* 1982) und die Langstreckenschwimmerin Larissa Iltschenko (* 1988).

## Belege
1. 1 2  Itogi Vserossijskoj perepisi naselenija 2010 goda. Tom 1. Čislennostʹ i razmeščenie naselenija (Ergebnisse der allrussischen Volkszählung 2010. Band 1. Anzahl und Verteilung der Bevölkerung). Tabellen 5, S. 12–209; 11, S. 312–979 (Download von der Website des Föderalen Dienstes für staatliche Statistik der Russischen Föderation)
2. ↑  Anordnung Nr. 20/652 der Oblastduma Wolgograd vom 11. März 2009 (russisch)
3. ↑  Der Spiegel: HITLERS BOMBEN AUF EUROPA, abgerufen am 3. November 2023
4. ↑  Erich Maschke (Hrsg.): Zur Geschichte der deutschen Kriegsgefangenen des zweiten Weltkrieges. Verlag Ernst und Werner Gieseking, Bielefeld 1962–1977.
5. ↑  Ирина Волкова: Геноцид. ГТРК Волгоград-ТРВ, 2024. Die Dokumentation (dt.: Genozid) wurde am 27. Februar 2024, 10:00-10:40 (UTC+3) in russischer Sprache auf dem staatlichen TV-Kanal Волгоград24 ausgestrahlt.
6. ↑  Wolgograd wird wieder zu Stalingrad. In: Internetpräsenz des Rundfunksenders Stimme Russlands. 31. Januar 2013, archiviert vom Original am 13. April 2014; abgerufen am 2. Februar 2013.
7. ↑  Russia’s resurgent love for Josef Stalin. Al Jazeera, 3. Juni 2015.
8. ↑  Die Jahrhundertschlacht an der Wolga, NZZ, 1. Februar 2018, Seite 7
9. ↑  Р. И. А. Новости: В Великих Луках установили памятник Сталину. 15. August 2023, abgerufen am 13. August 2024 (russisch).
10. ↑  Новый российский атомный ледокол назвали "Сталинград". 17. November 2023, abgerufen am 13. August 2024 (russisch).
11. ↑  Russians study Islamic video threatening Sochi Olympics. dailynews.com, 19. Januar 2014, abgerufen am 27. September 2019 (englisch).
12. ↑  Blast kills bus passengers in Russia. Abgerufen am 10. Januar 2022.
13. ↑  „Terroranschlag im Bahnhof: Putin schickt Spezialflugzeug nach Wolgograd“, RIA Novosti vom 29. Dezember 2013 (aktualisiert am 5. Oktober 2015).
14. ↑  Mögliche Hintergründe der Bombenanschläge in Wolgograd. In: CNN. 6. Januar 2014, abgerufen am 12. Juni 2018 (englisch).
15. ↑  FIFA Fussball-Weltmeisterschaft 2018™ in elf Spielorten. In: fifa.com. FIFA, 29. September 2012, archiviert vom Original (nicht mehr online verfügbar) am 15. Oktober 2014; abgerufen am 21. November 2013.
16. ↑  Die Stadien der Fußball-WM in Russland: Wolgograd-Arena. In: Süddeutsche Zeitung Online. 12. Juni 2018, abgerufen am 12. Juni 2018.
17. ↑  A. Panasenkov, V. G. Sychev, K. Mensel: A promising area for collaboration : Nuclear heat supply systems in CMEA countries. IAEA Bulletin, Volume 26, Issue 4, Wien 1984. S. 22–28 (A promising area for collaboration (PDF; 769 kB) (Memento vom 1. Januar 2014 im Internet Archive))
18. ↑  Das Kernkraftwerk Wolgograd 1 auf der PRIS der IAEA (Memento vom 1. August 2009 im Internet Archive) (englisch)
19. ↑  Das Kernkraftwerk Wolgograd 2 auf der PRIS der IAEA (Memento vom 16. März 2009 im Internet Archive) (englisch)
20. ↑  „Die gefährlichste Brücke der Welt“, in blick.ch vom 23. Mai 2010.
21. ↑  „Wolgograd: Vorerst dürfen nur Pkws über die tanzende Brücke“, Meldung der RIA Novosti vom 25. Mai 2010.
22. ↑  Volgograd RUVOG Details: Departures, Expected Arrivals and Volgograd (Russia) Calls. Abgerufen am 13. August 2024 (englisch).
23. ↑  Пассажиропоток аэропорта Волгограда за 9 месяцев 2023 года вырос на 13%. Abgerufen am 26. November 2023.
24. ↑  Роман Мерзляков: Мэр, а не и. о.: Ирина Гусева стала главой Волгограда. 17. September 2013, abgerufen am 10. Januar 2022 (russisch).
25. ↑  Города-побратимы – Официальный сайт администрации Волгограда. Verwaltung von Wolgograd, abgerufen am 4. September 2022 (russisch).
26. ↑  Anm. Etwa 1 Monat nach der russischen Invasion in die Ukraine.
27. ↑  Coventry suspends 80-year twinning link with Volgograd over Ukraine invasion – BBC News. BBC, abgerufen am 6. September 2022 (englisch).
28. ↑  Kansainvälinen toiminta ja yhteistyö ǀ Kemi. Stadt Kemi, abgerufen am 4. September 2022 (finnisch).
29. ↑  Города-партнеры – Официальный сайт администрации Волгограда. Verwaltung von Wolgograd, abgerufen am 4. September 2022 (russisch).